# Friedrich Ribbeck
Friedrich Ribbeck (vollständiger Name Ernst Friedrich Gabriel Ribbeck, * 9. März 1783 in Wilsleben; † 6. Juni 1860 in Berlin) war ein deutscher evangelischer Theologe, der in der preußischen Kirchenaufsicht tätig war.

## Leben
Ernst Friedrich Gabriel Ribbeck stammte aus einer Pastorenfamilie. Sein Vater war der Prediger und spätere preußische Konsistorialrat Konrad Gottlieb Ribbeck (1759–1826), seine Mutter Johanna Wilhelmine geb. Haken war die Tochter des Hauptpastors zu Stolp in Hinterpommern. Nach der Versetzung seines Vaters an die Heiliggeistkirche in Magdeburg (1786) besuchte Friedrich Ribbeck dort das Pädagogium Unser Lieben Frauen und studierte von 1799 bis 1803 evangelische Theologie an der Universität Halle, an der auch sein Vater studiert hatte. Ein Bruder war der Direktor des Gymnasiums zum Grauen Kloster in Berlin August Ferdinand Ribbeck.
Nach einigen Jahren als Lehrer am Kloster Berge bei Magdeburg (1803–1809) war Ribbeck als Prediger am Charité-Krankenhaus in Berlin tätig. 1811 wechselte er an die Kadettenanstalt. Von 1815 bis 1817 nahm Ribbeck als Brigadeprediger eines Freicorps an den Befreiungskriegen teil. 1817 ging er als Domprediger und Superintendent nach Stendal und heiratete dort 1818 die Tochter des Strafrichters August Christian Natan, Julie Natan († 1880). Das Paar bekam sieben Söhne, von denen zwei früh starben.
1823 wurde Ribbeck als Konsistorial- und Schulrat nach Erfurt versetzt, wo er als Generalsuperintendent für den thüringischen Teil der Provinz Sachsen zuständig war. 1832 ging er in derselben Stellung nach Breslau. In der Provinz Schlesien war damals die Einheit der lutherischen Kirche durch die Bewegung der Altlutheraner gefährdet. Als Generalsuperintendent sollte Ribbeck dazu beitragen, die Gegensätze auszugleichen, was aber weder ihm noch seinen Nachfolgern gelang. Zwischen 1841 und 1845 erlangten die Altlutheraner in mehreren Schritten die staatliche Anerkennung als selbständige Kirche.
Ribbeck wurde 1843 aus Breslau abberufen und trat als Wirklicher Oberkonsistorialrat in das Ministerium der geistlichen Angelegenheiten ein. Im Revolutionsjahr 1848 gehörte Ribbeck dem neuen Oberkonsistorium unter dem liberalen Kultusminister Maximilian von Schwerin-Putzar an, das nach kurzer Zeit aufgelöst wurde. Ribbeck nahm daraufhin seinen Abschied und wurde emeritiert. In seinen letzten Lebensjahren bereitete er eine Ausgabe seiner eigenen gedruckten und ungedruckten Schriften vor, die er jedoch infolge zweier Schlaganfälle (1853, 1858) nicht mehr fertigstellen konnte. Nach seinem Tod schloss sein ältester Sohn Bernhard die Ausgabe ab.
Seine Söhne waren unter anderem der spätere Ministerialdirektor im Innenministerium Bernhard Ribbeck (1819–1881), der Mediziner Paulin Ribbeck (1821–1891), der Pfarrer Ferdinand Ribbeck (1823–1874), der Professor der Klassischen Philologie Otto Ribbeck (1827–1898) und der Gymnasialdirektor Woldemar Ribbeck (1830–1902); zwei starben früh, darunter der jüngste Leo Ribbeck († 1855 als Jurastudent). Ein Enkel war der Staatsarchivar Walther Ribbeck.